# لئوپولد ویتوریس
لئوپولد ویتوریس (انگلیسی: Leopold Vietoris; ۴ ژوئن ۱۸۹۱ – ۹ آوریل ۲۰۰۲
(aged ۱۱۰ سال، ۳۰۹ روز)) دانشمند در زمینه توپولوژی اهل اتریش بود.